# Nexus 4
Nexus 4 är en smarttelefon utformad och tillverkad av LG Electronics för Google . Den ingår i produktserien Google Nexus som är de första Android-enheter för att få uppdateringar och som tagits fram av Google i samarbete med olika tillverkare. Telefonen är utrustad med en 1,5 GHz quad-core Qualcomm Snapdragon S4 Pro-processor, 2 GB RAM-minne, 8 eller 16 GB internt lagringsutrymme, frontkamera med 1,3 megapixel för bland annat videosamtal och en bakre kamera med 8 megapixel och ett fack för micro-SIM kort. Telefonen lanserades 2012 i mitten av december i Sverige med den allra senaste versionen av Android 4.2 Jellybean.